# José Villalba Rubio
José Eduardo Villalba Rubio (Toledo, 1880 – Madrid, 1960) è stato un militare spagnolo.

## Biografia
Nacque in una famiglia con importanti tradizioni militari. Il padre, José Villalba Riquelme fu un famoso generale, ministro della guerra, scrittore e tra i fondatori della Legione Spagnola. I fratelli Álvaro, Ricardo, Antonio e Fernando - tutti ufficiali - combatterono nella guerra civile spagnola nella fazione nazionalista, mentre Carlos morì in combattimento in Africa nel 1914.
Entrò nell'Accademia di Fanteria di Toledo il 31 agosto 1904, da dove uscì con il grado di tenente di 2º grado il 13 luglio 1908, e si unì poco dopo al personale del teatro delle operazioni in Africa. Rimase in Marocco per quasi vent'anni durante i quali ricevette diverse decorazioni e riconoscimenti. L'8 settembre 1925 è presente durante le operazioni dello sbarco di Alhucemas, al comando del tenente colonnello Francisco Franco. Viene quindi promosso al grado di tenente colonnello e nei primi mesi del 1936 è promosso al grado di colonnello. Nel mese di aprile è nominato comandante della 2ª mezza brigata della 1ª brigata di Montagna, con sede a Barbastro e le cui forze sono schierate a Barbastro e la Seo de Urgel.
Durate i primi mesi di comando viene a conoscenza della preparazione del golpe e si mostra entusiasticasmente favorevole. Infatti, tutta la famiglia, i fratelli, i cugini, gli zii e perfino i due figli erano favorevoli alla ribellione. Per le proprie convinzioni politiche e per il modo di concepire la Spagna si posizionava nella fazione favorevole alla sollevazione. Si incontrerà con Miguel Cabanellas Ferrer un paio di volte per preparare la rivolta a Barbastro e per pianificare le azioni in caso si realizzasse il golpe: Villalba avrebbe comandato i militari sotto il suo comando e la Guardia Civil, e avrebbe dichiarato lo stato di guerra in favore della rivolta. Tuttavia, allo scoppio delle ostilità, cambiò idea senza che si conoscano i motivi, probabilmente dovuti alla difficoltà di comunicazione tra i congiurati, alla pressione anarchica anche all'interno sue truppe, alla mancanza di unità tra suoi ufficiali o al fallimento della rivolta a Madrid e a Barcellona. Secondo il Generale Emilio Mola, l'organizzatore del colpo di Stato:
(Emilio Mola, Obras completas, p. 1188)
Il colonnello Villalba era il principale responsabile dell'ordine pubblico nella città di Barbastro nei primi mesi della guerra civile, quando in città si verificarono deplorevoli episodi di aperta persecuzione con la tortura e il martirio del vescovo Florentino Asensio Barroso, di 51 missionari clarettiani, la maggior parte dei quali giovani seminaristi, di 18 monaci benedettini oltre che la quasi totalità dei sacerdoti della diocesi e decine di persone notoriamente cattoliche. Proseguì la guerra comandando gli attacchi su Huesca. Fu poi trasferito a comandare la seconda divisione dell'Esercito Popolare di Catalunia, nell'area di Gerona. Il 4 gennaio 1937 è nominato responsabile del settore di Cordova Non riuscì ad impedire la caduta di Malaga e per questo, insieme ad altri ufficiali, venne processato per tradimento e rimase in pensione fino a pochi mesi dal termine delle ostilità. Fu quindi riabilitato ed organizzò la fuga delle forze repubblicane in Francia. Egli stesso espatriò in Francia dove rimase fino al 1950. Ritornò in Spagna, fu processato e condannato. Beneficiò dell'indulto e gli venne riconosciuto il grado di colonnello della riserva, con la pensione corrispondente.